# ممثلة الألفية
ممثلة الألفية (Sennen Joyū 千年 女優) هو فيلم أنمي ياباني صدر سنة 2001 من إخراج ساتوشي كون وإدارة والرسوم المتحركة من طرف ستوديو مادهاوس. وهو يروي قصة مخرج سينمائي وثائقي يحقق في حياة ممثلة مسنة والتي كانت نجمة السينما الشعبية اليابانية. ويتأسس الفيلم على حياة سيتسوكو هارا وهيديكو تاكامين.

## القصة
صحفي ومصور يذهبان لإجراء مقابلة تلفزيونية مع تشيوكو فوجيوارا، ممثلة منسية في السبعين من عمرها، كانت نجمة السينما الشعبية اليابانية. خلال اللقاء يهديها الصحفي وهو من أشد معجبيها مفتاحا صغيرا، لا أحد يعلم أين يفتح، لكنه سيفتح على الممثلة الباب لذكريات بعيدة بدءا بولادتها في عشرينيات القرن الماضي ثم طفولتها والتقاءها برجل في شبابها كانت تطارده المخابرات اليابانية، لكنه يختفي عنها لتقرر الانطلاق في رحلة البحت عنه لتمتد على طول الفيلم قصة حب لم يكتب لها أن تكتمل.

## الأدوار
- تم تمثيل تشيوكو فوجيوارا خلال حياتها من قبل ثلاثة ممثلات:
  - ميوكو شوجي صوت شيوكو كامرأة مسنة
  - مامي كوياما صوت شيوكو كامرأة في منتصف العمر
  - فميكو أوريكاسا صوت شيوكو كفتاة مراهقة
- شوزو إيزوكا صوت جينيا تاتشيبانا
  - ماساميشي ساتو صوت جينيا عندما كان شابا
- ماسايا أونوساكا، صوت كيوجي إيدا
- شوكو تسودا صوت ايكو شيماو
- هيروتاكا سزوكي صوت جونيتشي أوتاكي
- تومي كاتاوكا صوت مينو
- تاكو إيشيموري صوت رئيس كاتب
- كان توكومارو صوت المدير التنفيذي لجيني
- هيساكو كيودا صوت أم تشيوكو
- كويتشي يامادرا صوت الرجل صاحب المفتاح
- ماساني تسوكاياما صوت الرجل ذو الندبة

أصوات إضافية تمت تأديتها من طرف ميتسورو أوغاتا، توموهيسا آسو، كوجي يوسا، ماكوتو هيغو، كويتشي ساكاغتشي، تومويوكي شيمورا، أكيكو كيمورا، تومو سايكي، هيروفمي نوجيما، روري اسانو، هيروكو أوناكا، يوشينوري سونوب ويوميكو دايكوكو.

## جوائز
- مهرجان الفنتازيا، مونتريال 2001 أفضل فيلم رسوم متحركة.
- جائزة ماينيتشي نوبورو أوفوجي (Noburō Ōfuji) عام 2003.

## روابط خارجية
- ممثلة الألفية على موقع IMDb (الإنجليزية)
- ممثلة الألفية على موقع ميتاكريتيك (الإنجليزية)
- ممثلة الألفية على موقع روتن توميتوز (الإنجليزية)
- ممثلة الألفية على موقع نتفليكس (الإنجليزية)
- ممثلة الألفية على موقع ألو سيني (الفرنسية)
- ممثلة الألفية على موقع Turner Classic Movies (الإنجليزية)
- ممثلة الألفية على موقع أول موفي (الإنجليزية)
- ممثلة الألفية على موقع بوكس أوفيس موجو (الإنجليزية)
- ممثلة الألفية على موقع فيلمافينيتي (الإسبانية)
- ممثلة الألفية على موقع قاعدة بيانات الأفلام السويدية (السويدية)